# ديف ديكرسون
ديف ديكرسون (بالإنجليزية: Dave Dickerson)‏ هو مدرب كرة سلة أمريكي، ولد في 29 مارس 1967 في أولار في الولايات المتحدة.